# Mario Melo Pradenas
Mario Ramiro Melo Pradenas (Concepción, 26 de marzo de 1946-desaparecido desde el 29 de septiembre de 1973) fue un militar y militante socialista chileno, integrante del Movimiento de Izquierda Revolucionaria (MIR) —del cual fue expulsado debido a su homosexualidad— y el Grupo de Amigos Personales (GAP), que se encuentra desaparecido desde su detención y posterior traslado a Peldehue.

## Biografía
Mario Melo Pradenas nació el 26 de marzo de 1946 en Concepción, siendo sus padres Mario Melo Acuña e Ilia Pradenas Pérez. Durante su carrera en el Ejército llegó a ser instructor de la Escuela de Paracaidismo.
Mediante decreto del 4 de mayo de 1970 se dispuso el retiro del entonces teniente Mario Melo del Ejército de Chile junto a varios militares acusados de mantener vínculos con el Movimiento de Izquierda Revolucionaria (MIR). Para la época de la campaña presidencial de Salvador Allende en la elección de 1970, Melo se incorpora al cuerpo de seguridad del futuro mandatario, pasando entonces a formar parte del Grupo de Amigos Personales (GAP), del cual se retira en 1971 para reincorporarse al MIR. En la misma época, el jefe del GAP, Max Marambio, indagó en las causas de la baja de Mario Melo del Ejército, hallando que había dormido junto con un suboficial después de una fiesta, lo cual se sumó a declaraciones de otros integrantes del MIR que señalaban que Melo Pradenas era homosexual.
Durante su permanencia en el MIR, Mario Melo viajó junto a otros integrantes de dicha organización a Cuba para perfeccionar sus conocimientos sobre técnicas militares y entrenar a otros miristas. En dicho momento se hace pública dentro del MIR la homosexualidad de Melo —ampliamente repudiada en aquel entonces tanto por la sociedad chilena como la cubana—, quien lo reconoce y es expulsado del movimiento además de ser sometido a tratamientos siquiátricos para intentar modificar su orientación sexual.
En 1972 Melo se vio involucrado en el escándalo de la camioneta del GAP; el 31 de marzo de dicho año ocurrió un accidente automovilístico de una camioneta manejada por integrantes del GAP y que iba cargada con armas y municiones militares. La camioneta estaba inscrita a nombre de Miria Contreras (más conocida como «La Payita»), secretaria personal del presidente de la República, Salvador Allende, quien declaró que había vendido el vehículo a Melo Pradenas pero que no había realizado el cambio de inscripción.
El 11 de septiembre de 1973, durante el golpe de Estado, Melo acudió al palacio de La Moneda y con una ametralladora disparó a los aviones que sobrevolaban el lugar. El nombre de Mario Melo estuvo entre las personas mencionadas por el Bando N° 10 emitido por la Junta Militar el mismo día 11 de septiembre de 1973, y que debían presentarse a los autoridades ese mismo día en el Ministerio de Defensa Nacional para ser detenidos.

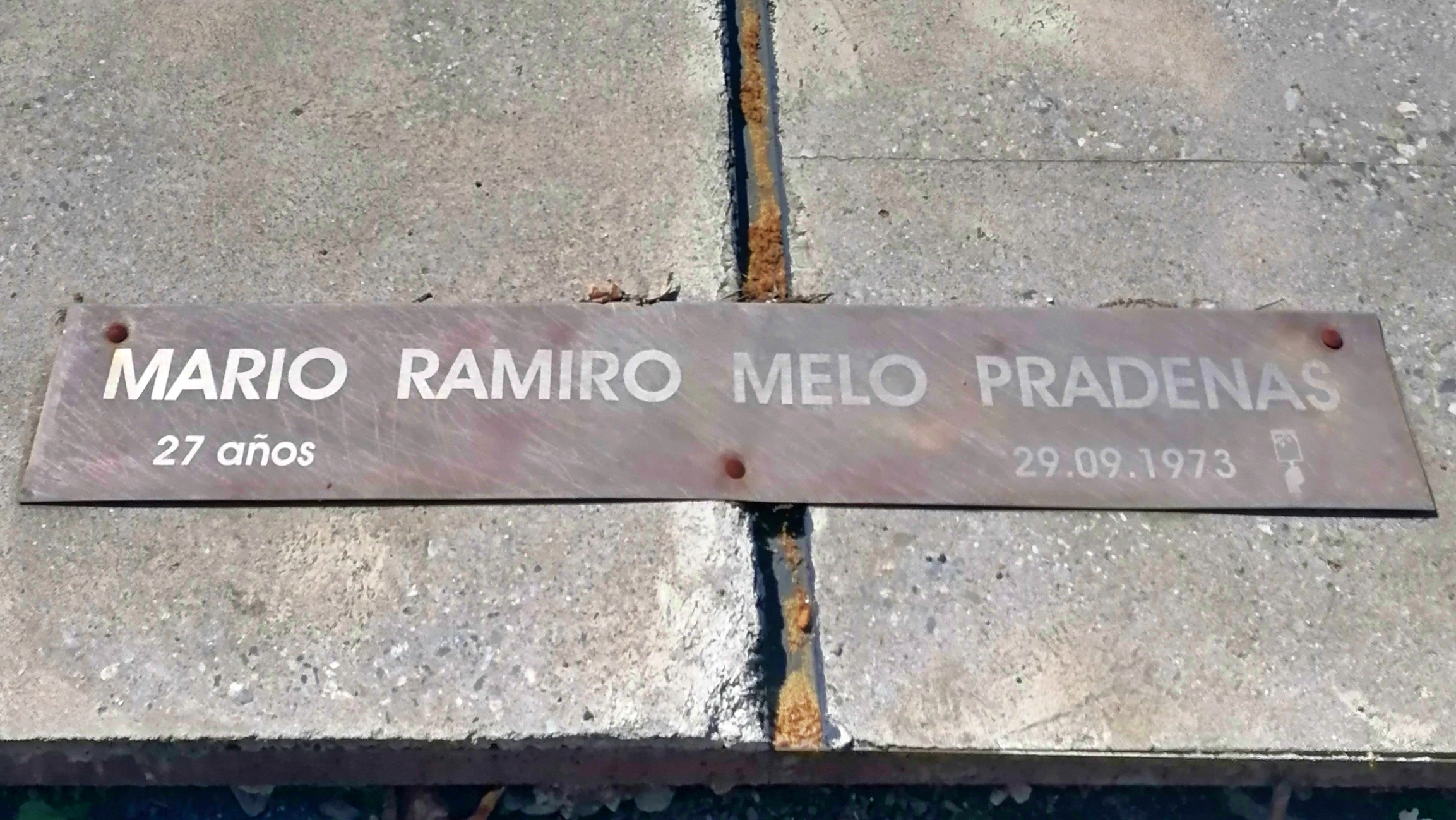
Placa con el nombre de Mario Melo en el Parque de la Meditación de Chillán

Mario Melo Pradenas fue detenido en la madrugada del 29 de septiembre de 1973 por una patrulla de la Fuerza Aérea de Chile al allanar el departamento donde vivía Olga Ávila, amiga de Melo. Posteriormente fue trasladado a la Escuela de Paracaidistas y Fuerzas Especiales en Peldehue, lugar donde se pierde su rastro. Según testimonios de testigos, Mario Melo Pradenas habría sido obligado a saltar de una torre de entrenamiento y posteriormente apuñalado, y su cuerpo fue lanzado al mar desde un helicóptero, sin que haya sido encontrado.
Su nombre fue incluido en el informe de la Comisión Nacional de Verdad y Reconciliación, elaborado entre 1990 y 1991 y que reúne casos de violaciones a los derechos humanos durante la dictadura militar.